# Howard Berg
Howard Curtis Berg (Iowa City, 16 de marzo de 1934-30 de diciembre de 2021) fue un físico y biólogo estadounidense. Se desempeñó como profesor de Física Herchel Smith y profesor de biología molecular y celular en la Universidad de Harvard, donde enseñó biofísica y estudió la motilidad de la bacteria Escherichia coli (E .coli). También fue miembro del Instituto Rowland de Ciencias de la Universidad de Harvard.

## Biografía

### Primeros años
Nació de Esther C. y Clarence P. Berg en Iowa City, donde su padre era bioquímico en la Universidad de Iowa y experto en fisiología de D-aminoácidos no proteinógenos.

### Carrera
Obtuvo una licenciatura en química por el Instituto de Tecnología de California en 1956. Después de graduarse, pasó un año con Kai Linderstrøm-Lang en el Laboratorio Carlsberg de Copenhague. Finalmente fue aceptado en el programa de posgrado en física de Harvard, donde obtuvo un doctorado en física química en 1964, con una disertación sobre el máser de hidrógeno dirigida por el premio Nobel Norman Ramsey.
Aunque se convirtió en miembro de la facultad y miembro junior de la Sociedad de Becarios de Harvard, se unió al nuevo Departamento de Biología Molecular, Celular y del Desarrollo de la Universidad de Colorado en Boulder en 1970. Después de un período de 7 años en Caltech, regresó a Harvard en 1986.
Entre sus principales logros estuvo el descubrimiento de que las bacterias nadan rotando sus filamentos flagelares, que también era el título de un artículo del que estaba muy orgulloso. Fue un investigador activo hasta muy avanzada edad. A la edad de 87 años, recibió una subvención de la Fundación Nacional de Ciencias para estudiar la unidad del estator que impulsa la rotación del flagelo bacteriano, siendo en sí misma una máquina rotatoria.
Es autor del influyente libro Random Walks in Biology sobre las aplicaciones biológicas de la difusión.

### Vida personal
Se casó con Mary Guyer Berg, una estudiosa de la literatura latinoamericana. Tuvo 3 hijos; Henry, Alec y Elena.

## Premios
Junto a Edward Purcell recibió el Premio Max Delbrück de Física Biológica de la Sociedad Estadounidense de Física en 1984 por su trabajo sobre los límites físicos de la quimiorrecepción bacteriana. Fue elegido miembro de la Academia Estadounidense de Artes y Ciencias en 1985 y miembro de la Sociedad Estadounidense de Física en 1990.
Era miembro de la Academia Nacional de Ciencias y de la American Philosophical Society.